# Chetogena cincta
Chetogena cincta là một loài ruồi trong họ Tachinidae.